# California (Falkirk)
California es una localidad situada en el concejo de Falkirk, en Escocia (Reino Unido). Tiene una población estimada, a mediados de 2020, de 780 habitantes.
Está ubicada al sur de la parte más interior del fiordo de Forth, a poca distancia al oeste de Edimburgo.